# Gaviidae
I Gaviidi (Gaviidae Forster, 1788) sono una famiglia di uccelli, diffusi in Nord America ed Eurasia. Si tratta dell'unica famiglia dell'ordine Gaviiformes.

## Tassonomia
La famiglia comprende un unico genere vivente, Gavia, nel quale sono classificate 5 specie viventi:
- Gavia stellata (Pontoppidan, 1763) - strolaga minore
- Gavia arctica (Linnaeus, 1758) - strolaga mezzana
- Gavia pacifica (Lawrence, 1858) - strolaga mezzana del Pacifico
- Gavia immer  (Brünnich, 1764) - strolaga maggiore
- Gavia adamsii (G.R.Gray, 1859) - strolaga beccogiallo

Alla famiglia sono ascritti anche i seguenti generi estinti:
- Colymboides †
- Gaviella †
- Neogaeornis †

## Descrizione
Le ali hanno una apertura di 105–150 cm e sono corte e a punta; le strolaghe sono tutte ottime volatrici, nonostante l'apparenza possa suggerire l'opposto. Sono anche uccelli nuotatori e possono immergersi a grandi profondità per parecchi minuti. Una caratteristica che li avantaggia è la posizione piuttosto arretrata delle zampe sul corpo.

## Distribuzione e habitat
Vivono nella parte settentrionale della zona olartica (America del Nord, Europa e Asia).
Vivono in prossimità dell'acqua, per lo più sulle coste marine, ma anche sui laghi.